# 외국인력정책위원회
외국인력정책위원회는 외국인근로자의 고용관리 및 보호를 위하여 2003년에 설치된 국무총리실 소속의 심의·의결 위원회이다.

## 설치 근거
- 외국인근로자의 고용 등에 관한 법률 제4조 및 시행령 제4조

## 주요 기능
- 외국인근로자 관련 기본계획 수립
- 외국인근로자 도입업종 및 규모 등에 관한 사항
- 외국인 송출국가의 지정 및 해지 등 심의·의결

## 위원회 구성
- 위원장 :국무총리실장(당연직)
- 당연직(11명) :기획재정부차관, 외교통상부차관, 법무부차관, 행정안전부차관, 문화체육관광부차관, 농림수산식품부차관, 지식경제부차관, 보건복지부차관, 고용노동부차관, 국토해양부차관, 중소기업청장
- 위촉직 : 10명

## 주요 활동실적
- 외국인근로자 관련 기본계획 수립, 도입 업종 및 규모, 송출국가의 지정 및 해지 등 외국인근로자의 고용관리 및 보호에 관한 주요사항 심의·의결
- 경기회복에 따른 중소기업 인력수요를 반영하여 외국인력 추가 도입 결정(2010년 7월 30일), 2011년도 외국인력 도입계획의 조기 결정(약 3개월)을 통한 사업현장의 원활한 인력도입 지원(2010년 12월 24일)